# Vluchthaven (scheepvaart)

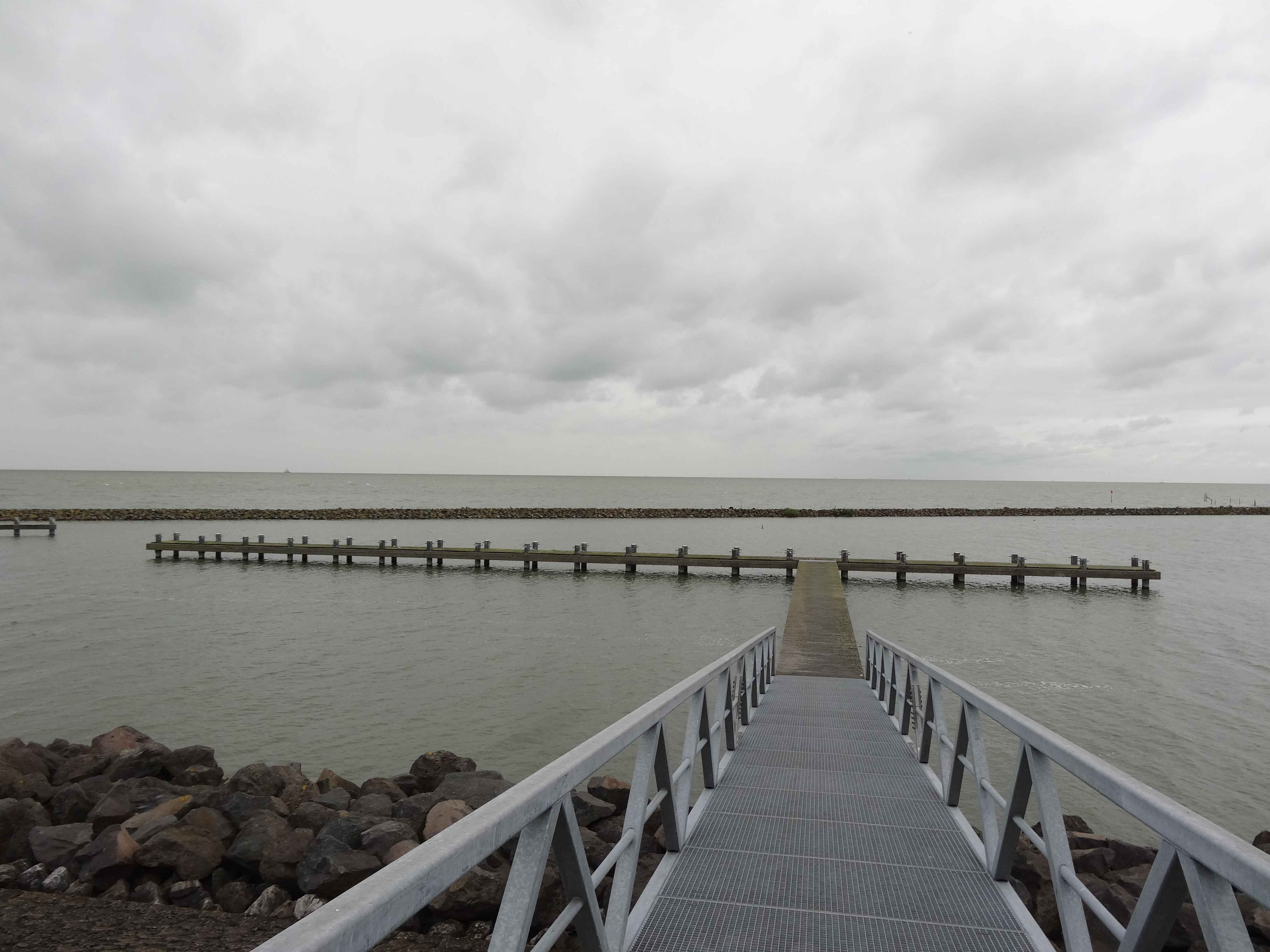
Vluchthaven tussen Lelystad en Almere

Een vluchthaven of uitwijkhaven is een haven waar schepen in geval van nood of bij gebrek aan beter kunnen binnenlopen. De voorzieningen zijn doorgaans minimaal.

## Nederland
Vluchthavens aan het IJsselmeer zijn onder andere de haventjes van Breezand, Oude Zeug, Pampus, Trintelhaven en Wijdenes. Ook ligt er één halfverwege de Oostvaardersdijk.
Overige Nederlandse vluchthavens zijn onder andere Dintelmond bij Heijningen, Geersdijk en Zijpe (bij Bruinisse). De Overnachtingshaven Haaften aan de Waal begon zijn bestaan als vluchthaven en is nog lang zo aangeduid in de pers. Hetzelfde geldt voor IJzendoorn; deels is dat doordat het fenomeen overnachtingshaven in de jaren 1980 nieuw was en er nog geen gangbaar woord voor was.

## Toponiem
De aanduiding is niet alleen een soortnaam maar wordt ook als toponiem (eigennaam) gebruikt, ongeacht of de naam (nog) toepasselijk is. Zo is de Gorinchemse Vluchthaven een volwaardige overnachtingshaven met diverse steigers, walstroom en plaats voor kegelschepen. Ook het haventje van Zijpe heet officieel Vluchthaven, maar hier is dit wel toepasselijk.